# قرية حجرة
قرية حجرة إحدى قرى عزلة بني يوسف (تعز) قضاء الحجرية محافظة تعز تتميز هذه القرية بكثرة المياة والاشجار فيها. مناخها بارد شتاء ومعتدل صيفاوأمطارها صيفيه يوجد بها ما يزيد عن خمسين خزان للمياه يعمل اهلها في زراعة القات وهو المنتج الرئيسي الذي يعتمد عليه أهل القرية في دخلهم ويستهلك 60%من المياة ويزرع فيها أيضا الذرة والذرة الشامية في فصل الصيف وفي عام 2004 بدأت هجرت أبناءها إلى المملكة العربية السعودية حتى بلغ عدد المغتربين أكثر من 100 شخص.